# النزازة (الرقة)
النزازة قرية سورية تتبع ناحية معدان في منطقة مركز الرقة في محافظة الرقة. بلغ عدد سكانها 1925 نسمة في عام 2004 حسب إحصاء المكتب المركزي للإحصاء.